# Émile Périer
Pour les articles homonymes, voir Périer.
Émile Périer, né le 24 avril 1821 à Ostende et mort le 31 octobre 1913 à Bois-Colombes, est un compositeur et arrangeur français.

## Biographie
Premier violon de l'Opéra de Paris, chef d'orchestre de l'orchestre national de Belgique Kursaal Ostende, on lui doit près de 90 compositions qui comprennent des fantaisies, des duos pour flûte et violon, des quadrilles, etc., mais aussi des musiques pour des chansons sur des paroles, entre autres, de Francis Tourte, Nicolas Martin, etc. Une grande part de son travail sont des transcriptions et arrangements des œuvres de Joseph Haydn, Jacques Offenbach, Giacomo Meyerbeer, Henri Altès, Vincenzo Bellini, Charles Gounod, Jules Barbier, Michel Carré, etc.
Il meurt le 31 octobre 1913 en son domicile, au no 20, rue Manoury à Bois-Colombes.
Il est le père de l'acteur Jean Périer.